# Niccolò Forteguerri
Niccolò Forteguerri (Pistoia, 7 ottobre 1419 – Viterbo, 21 dicembre 1473) è stato un cardinale e vescovo cattolico italiano. Primo degli otto figli di Bartolomeo e di donna Pippa, di ignoto casato.

## Biografia
Imparentato con papa Pio II Piccolomini che aveva per madre una Vittoria Forteguerri, il 25 novembre 1458 fu da lui eletto vescovo di Teano. Nel 1459 fu amministratore dell'abbazia della Santissima Trinità di Cava quale vicario generale dell'abate commendatario Ludovico Scarampi insignito di carattere episcopale. Il 5 novembre 1459 il papa gli conferì l'ufficio di tesoriere apostolico. Nel concistoro del 5 marzo 1460 fu da papa Pio II creato cardinale del titolo di Santa Cecilia.
Ricoprì, per conto di Pio II, delicati incarichi diplomatici nel regno di Napoli: tentò la riconciliazione tra il principe Giovanni Antonio Orsini del Balzo ed il re Ferrante I d'Aragona; trattò con Ferrante I la restituzione alla Santa Sede delle città di Benevento e Terracina e il matrimonio tra la figlia naturale del re ed il nipote del papa, Antonio Piccolomini.
Nel 1463 fu nominato, insieme al cardinal Cusano, legato pontificio per la crociata indetta contro i Turchi (a cui non aderirono che Venezia, l'Ungheria e Giorgio Castriota Scanderbeg e che, pertanto, non ebbe seguito).
Per conto di papa Paolo II, condusse con energia una campagna di pacificazione degli Stati della Chiesa combattendo contro Diofebo Orsini dell'Anguillara (uno degli artefici dell'attentato di Torricella del 30 maggio 1460 contro Ferrante I d'Aragona)
Fondò a Pistoia una istituzione vòlta ad aiutare nell'istruzione i fanciulli provenienti da famiglie economicamente disagiate, la "Domus Sapientiae"; dalle ceneri di questa istituzione nel XIXº secolo sorse nello stesso edificio il Liceo Ginnasio Classico a lui dedicato (dove per un anno, nel 1860, Carducci insegnò). In seguito al trasferimento del liceo, l'edificio divenne la sede della biblioteca comunale, che in suo onore venne detta Forteguerriana.
Morì a Viterbo il 21 dicembre 1473: venne sepolto a Roma, nella basilica di Santa Cecilia in Trastevere, e nella cattedrale di Pistoia venne eretto un cenotafio realizzato dal Verrocchio.

## Successione apostolica
La successione apostolica è:
- Papa Paolo II (1464)